# Dolichopeza cuthbertsoniana
Dolichopeza cuthbertsoniana är en tvåvingeart som beskrevs av Alexander 1945. Dolichopeza cuthbertsoniana ingår i släktet Dolichopeza och familjen storharkrankar. Inga underarter finns listade i Catalogue of Life.